# Håkan Eriksson (orienterare)
Håkan Eriksson, född den 20 augusti 1961, är en svensk orienterare som tävlar för Malungs OK Skogsmårdarna. 
Eriksson tog silver i stafett vid VM 1989, brons i stafett vid VM 1999 och silver i sprint vid VM 2004.
Vid veteran-VM 2016 i Estland vann Håkan Eriksson guldmedalj i klassen M55 på långdistans och vid veteran-VM 2018 i Danmark vann han 2 guldmedaljer i klassen M55 på såväl medel- som långdistans.
Han vann guld i terränglöpning 5 km (klassen M55) vid veteran-EM i Madrid, Spanien 2018.